# Verborgen gebreken (film)
Verborgen gebreken is een Nederlandse film uit 2004, gebaseerd op het gelijknamige boek.

## Verhaal
Het verhaal speelt zich af in het Schotse hoogland. Agnes Stam (Henny Orri) is een bejaarde vrouw, die naar het vakantiehuis van haar familie gaat, met de as van haar overleden broer.
Het 10-jarige meisje Chrissie en haar jongere broertje Tommy, die met hun ouders en oudere broer op vakantie in Schotland waren, zijn op de vlucht omdat Chrissie haar oudere broer in het water heeft geduwd (naar later blijkt is hij verdronken). De film suggereert dat hij Tommy seksueel misbruikte, hoewel het boek suggereert dat hij Chrissie misbruikte.
Agnes biedt Chrissie en Tommy onderdak, en ziet op hun verzoek af van het waarschuwen van de politie. Tot verdriet van Agnes wil haar familie het vakantiehuis verhuren, zodat zij eruit moet, terwijl ze er juist permanent wil gaan wonen. Om Agnes te helpen richt Chrissie een geweer op de makelaar om hem weg te jagen. Ze schiet hem echter per ongeluk dood. Bovendien richten Chrissie en Tommy vernielingen aan om de woning onaantrekkelijk te maken voor huurders. Agnes maakt het geweer schoon om Chrissies vingerafdrukken te verwijderen, en stuurt de kinderen naar het hotel waar hun ongeruste ouders verblijven. Agnes blijft in slechte gezondheid in de ravage achter, ook nog eens zonder haar kunstoog: dat hebben de kinderen meegenomen.

## Rolverdeling
- Henny Orri - Agnes Stam
- Antje Boermans - jonge Agnes
- Monic Hendrickx - Sonja Jansen
- Priscilla Knetemann - Chris Jansen
- Bram van den Hooven - Tommy Jansen
- Eric van der Donk - Robert Stam